# Mariposa (passe)
Pour les articles homonymes, voir Mariposa.
Dans le monde de la tauromachie, la mariposa (signifiant : papillon en espagnol) est une passe de cape en forme de galleo, inventée par Marcial Lalanda dans les années 1920. Le torero tient l'étoffe dans son dos et la fait passer tantôt à gauche, tantôt à droite

## Présentation
La cape peut être tenue soit à hauteur des reins ou soit assez basse, et le matador tout en la faisant glisser alternativement de la gauche vers la droite, recule en zigzag devant le taureau de manière à ralentir la course de l'animal à chaque battement de l'étoffe. C'est une des suertes les plus esthétiques, mais assez risquée : le corps du torero se trouve ici devant l'étoffe et non derrière. Il est donc plus exposé. Tous les puristes s'accordent à trouver la mariposa d'une grande beauté.

## Historique et évolution
Le torero Marcial Lalanda effectuait cette manœuvre avec brio car elle correspondait à son style intelligent et dominateur. Il l'exécutait surtout avec des taureaux réticents à se lancer. Robert Bérard considère que Lalanda est l'inventeur de cette passe. Longtemps abandonnée, la mariposa a été ressuscitée par des matadors ayant beaucoup toréé en Amérique latine et surtout au Mexique où les passes de cape sont essentielles. Ainsi César Rincón, Jesulín de Ubrique et El Juli l'ont ré-importée au XXIe siècle. L'inconvénient de cette passe est qu'elle prépare le taureau à une attitude défensive, ce qui rend le tercio de muleta plus compliqué.